# Жаманкум
Жаманкум — піщаний масив у Центральній Азії (Казахстан). Розташований в Балхаш-Алакольській улоговині, на південь від озера Балхаш, уздовж річки Каратал; на заході переходить в пустелю Сари-Ішикотрау.
| Казахстан | Це незавершена стаття з географії Казахстану. Ви можете допомогти проєкту, виправивши або дописавши її. |